# ميلينكو سافوفيتش
ميلينكو سافوفيتش (بالصربية: Миленко Савовић) مواليد 19 يوليو 1960 في جمهورية البوسنة والهرسك الاشتراكية، هو لاعب كرة سلة صربي سابق. بدأ مسيرته الاحترافية في سنة 1977. اعتزل اللعب في 1991. لعب مع نادي بارتيزان لكرة السلة ونادي أوكسيميسا الرياضي.

## الإنجازات
- كأس يوغوسلافيا: 1979، 1989
- كأس كوراتش لكرة السلة: 1978، 1979، 1989

## روابط خارجية
- ميلينكو سافوفيتش على موقع الاتحاد الدولي لكرة السلة (الإنجليزية)
- ميلينكو سافوفيتش على موقع الدوري الإسباني لكرة السلة (الإسبانية)
- ميلينكو سافوفيتش على موقع بروبوليرز (الإنجليزية)
- ميلينكو سافوفيتش على موقع سبورتس رفرنس (الإنجليزية)